# Departamento Nacional de Obras Contra as Secas

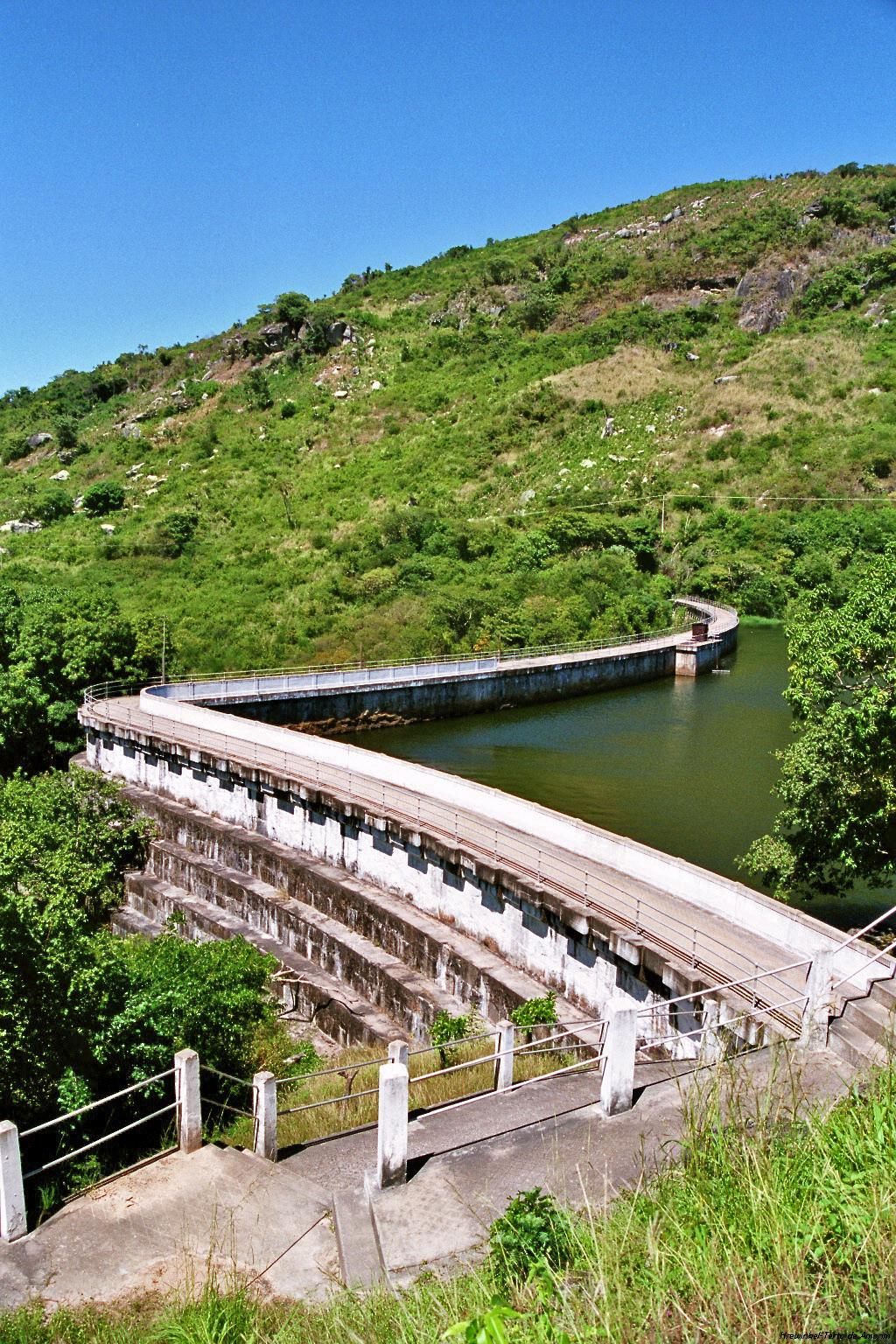
Açude Acarape do Meio, uma das construções do DNOCS.

O Departamento Nacional de Obras Contra as Secas (DNOCS) é uma autarquia federal, vinculada ao  Ministério da Integração e do Desenvolvimento Regional e com a sede da administração central em Fortaleza.

## História
Constitui-se na mais antiga instituição federal com atuação no Nordeste. Criado sob o nome de Inspetoria de Obras Contra as Secas (IOCS), em 21 de outubro de 1909. Em 1919, recebeu ainda o nome de Inspetoria Federal de Obras Contra as Secas (IFOCS), até que, em 1945, passa a chamar-se DNOCS.
Dispõe a sua legislação básica que a autarquia tem por finalidade executar políticas do Governo Federal no que se refere a beneficiamento de áreas e obras de proteção contra as secas e inundações, irrigação, radicação da população em comunidades de irrigantes e subsidiariamente outros assuntos que lhe sejam cometidos pelo Governo Federal, nos campos do saneamento básico, assistência às populações atingidas por calamidades públicas e cooperação com os Municípios, possuindo grande atuação no semiárido do Nordeste e norte de Minas Gerais.
Representou um marco inicial do combate à estiagem no "Polígono das secas".

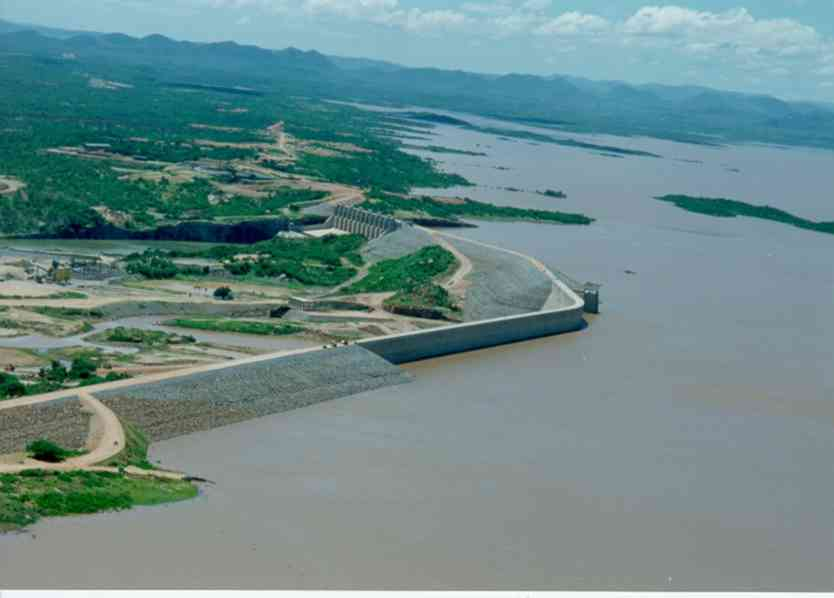
Parede do açude Castanhão, o maior construído pelo DNOCS.

## Obras
O DNOCS realizou a construção de mais de 300 açudes públicos de médio e grande porte em toda a região semiárida brasileira durante seus 115 anos de existência. Os açudes têm a função de estocar a água acumulada durante os períodos de chuvas para que possa ser utilizada nos períodos secos, em virtude da característica inerente ao clima semiárido de possuir distribuição irregular de chuvas ao longo de um mesmo ano, e grandes flutuações no volume de precipitação de um ano para outro. A água acumulada nos açudes permite tornar perenes diversos rios intermitentes. Entre as maiores obras de engenharia do órgão, incluem-se os açudes públicos do Orós e do Castanhão, ambos no Estado do Ceará, e o do Açu, no Rio Grande do Norte, todos com capacidade de armazenamento superior a 1 bilhão de metros cúbicos.

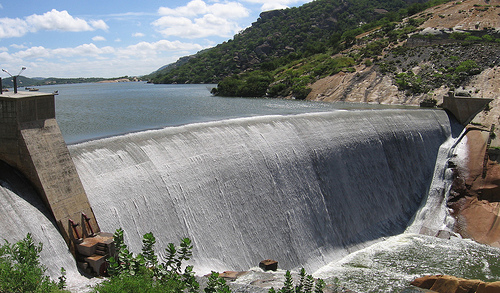
Açude Gargalheiras no Rio Grande do Norte.

## Missão e funções
Além da construção de açudes, o DNOCS atua em diversas outras áreas, como a perfuração de poços artesianos e o fomento à piscicultura, este último sendo um ramo ao qual o órgão tem dedicado bastante atenção nas últimas décadas. O Centro de Pesquisas em Piscicultura do DNOCS, situado no município cearense de Pentecoste tem trabalhado na produção de alevinos selecionados de diversas espécies, entre elas a tilápia e até mesmo a adaptação da espécie amazônica do pirarucu, para o povoamento de açudes públicos de toda a região Nordeste, bem como de reservatórios particulares de piscicultores. A produção de peixes de água doce em cativeiro tem se tornado uma atividade econômica importante na região, abastecendo principalmente o mercado interno.